# Croconema torquens
Croconema torquens (syn. Xenodesmodora torquens) is een rondwormensoort. De wetenschappelijke naam van de soort is voor het eerst geldig gepubliceerd in 1963 door Gerlach.